# Mohamed Nizar Essail
Mohamed Nizar Essail (né le 3 janvier 1994) est un coureur cycliste marocain.

## Biographie
En 2017, Mohamed Nizar Essail se classe deuxième d'une étape du Tour de Côte d'Ivoire, troisième du championnat du Maroc ou encore septième du Tour du Faso. L'année suivante, il prend la neuvième place du Tour international des Zibans en Algérie.
En 2021, il rejoint l'équipe continentale marocaine Sidi Ali.

## Palmarès
- 2017
  - 3e du championnat du Maroc sur route

## Classements mondiaux
| Année           | 2017 | 2018 |
| --------------- | ---- | ---- |
| UCI Africa Tour | 55e  | 164e |